# Шампиньёль-сюр-Ванс
Шампиньёль-сюр-Ванс (фр. Champigneul-sur-Vence) — коммуна во Франции, находится в регионе Шампань — Арденны. Департамент — Арденны. Входит в состав кантона Флиз. Округ коммуны — Шарлевиль-Мезьер.
Код INSEE коммуны 08099.
Коммуна расположена приблизительно в 195 км к северо-востоку от Парижа, в 90 км севернее Шалон-ан-Шампани, в 9 км к юго-западу от Шарлевиль-Мезьера.

## Население
Население коммуны на 2008 год составляло 130 человек.
| 1962 | 1968 | 1975 | 1982 | 1990 | 1999 | 2008 |
| ---- | ---- | ---- | ---- | ---- | ---- | ---- |
| 81   | 81   | 69   | 61   | 87   | 105  | 130  |

## Экономика
В 2007 году среди 86 человек в трудоспособном возрасте (15—64 лет) 73 были экономически активными, 13 — неактивными (показатель активности — 84,9 %, в 1999 году было 61,8 %). Из 73 активных работали 71 человек (37 мужчин и 34 женщины), безработных было 2 (1 мужчина и 1 женщина). Среди 13 неактивных 8 человек были учениками или студентами, 3 — пенсионерами, 2 были неактивными по другим причинам.

## Фотогалерея

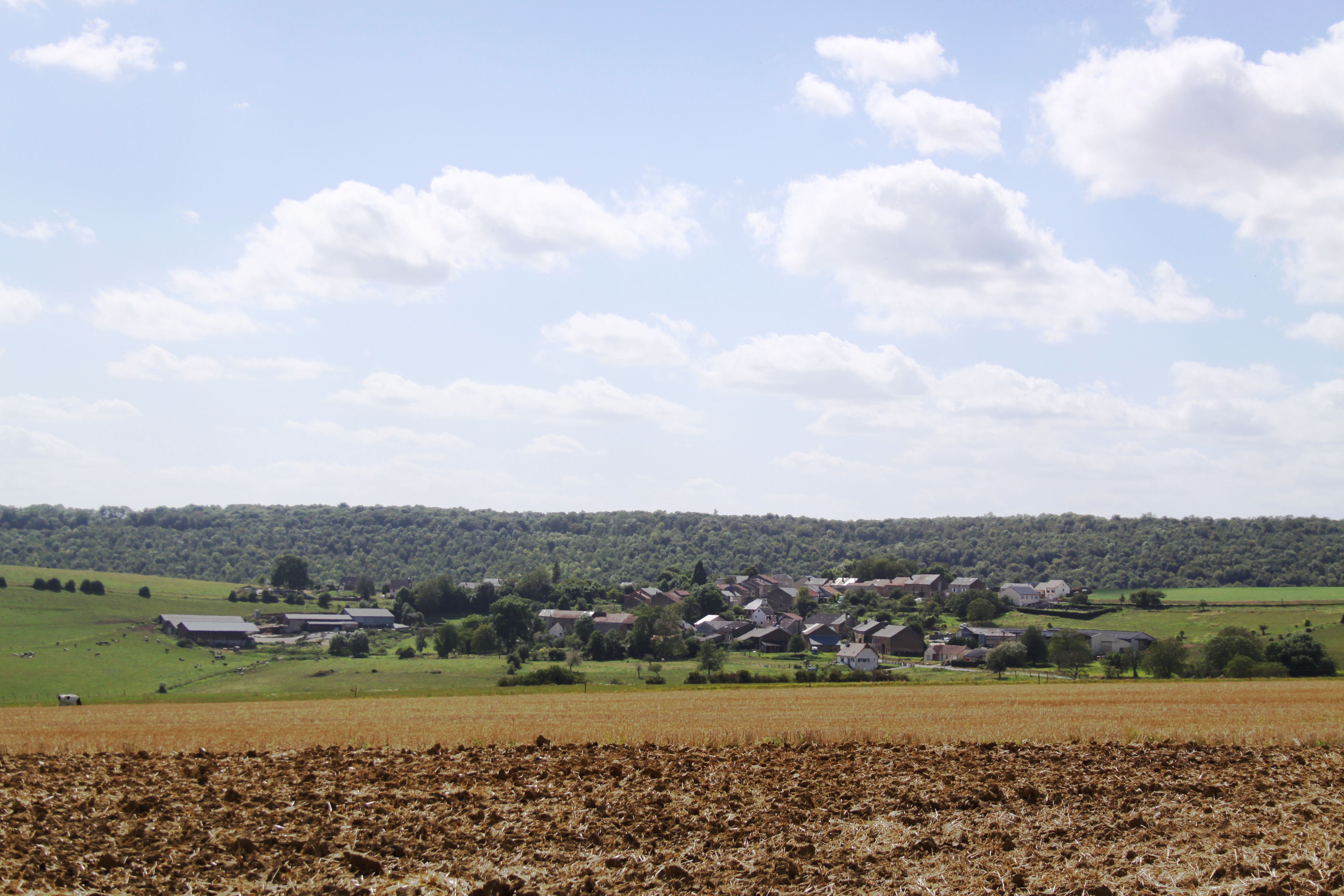
Шампиньёль-сюр-Ванс
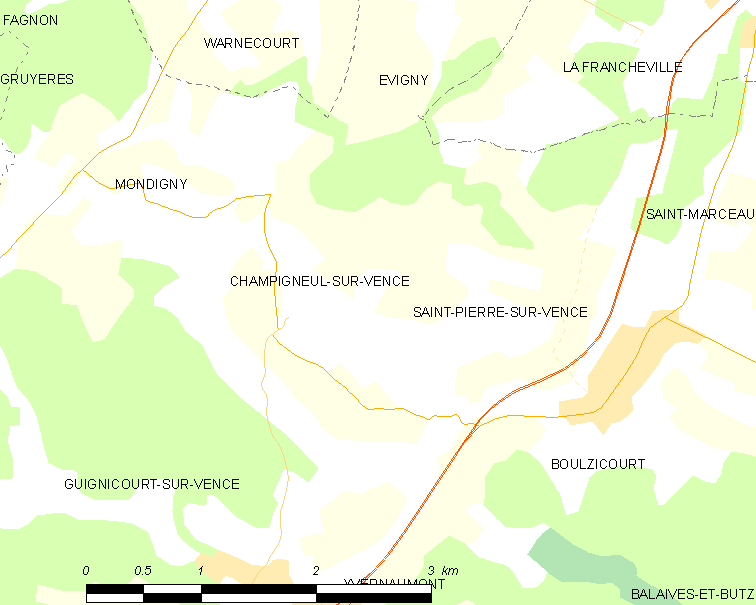
Карта коммуны